# خوان فيلاردي
خوان فيلاردي (بالإنجليزية: Juan Velarde) وهو طيار إسباني يتنافس حاليا في بطولة ريد بول الجوية العالمية. لديه الكثير من الخبرة في أنواع مختلفة من الطائرات وهو حاليا أفضل طيار في إسبانيا.
في عام 2014 انضم إلى فئة تشالنجر من سباق ريد بول الجوي. تمت ترقيته إلى ماستر في عام 2015 ، لكنه فشل في تسجيل نقطة طوال الموسم، وانتهى قبل المبتدئين فقط من فئة ماستر كلاس وبطل تشالنجر كلاس لعام 2014.

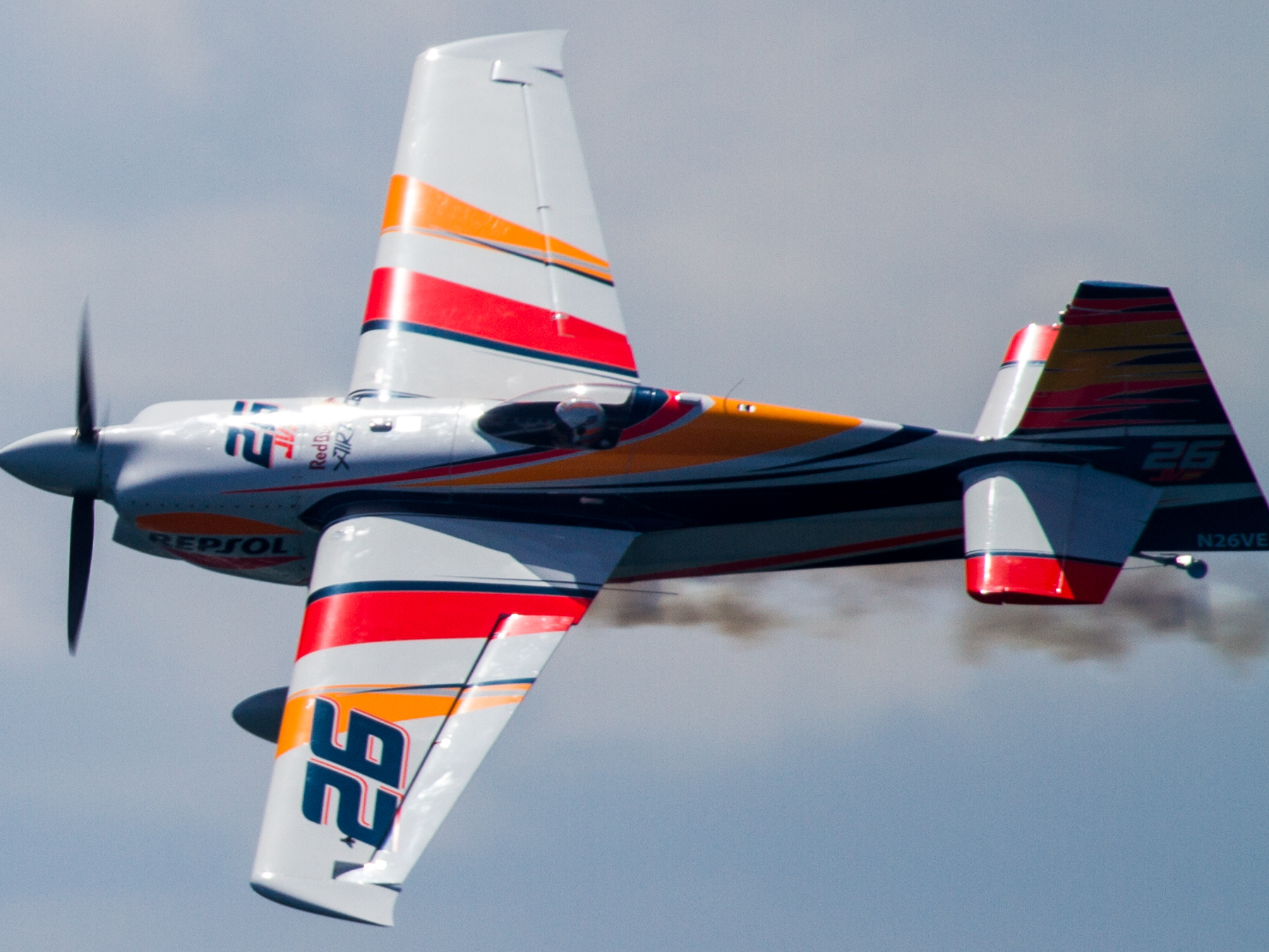
سباق ريد بول الجوي -2017 N26VE

## نتائجه

### فئة تشالنجر
| السنة | 1             | 2       | 3             | 4      | 5               | 6                | 7             | 8        | النقاط | الفوز | الترتيب       |
| ----- | ------------- | ------- | ------------- | ------ | --------------- | ---------------- | ------------- | -------- | ------ | ----- | ------------- |
| 2014 ‏ | المركز الثالث | كرواتيا | المركز الرابع | بولندا | المملكة المتحدة | الولايات المتحدة | المركز الرابع | أستراليا | 14     | 0     | المركز الثامن |

### فئة ماستر
| السنة | 1                  | 2                  | 3                  | 4                  | 5                  | 6                  | 7                  | 8                | النقاط | الفوز | الترتيب           |
| ----- | ------------------ | ------------------ | ------------------ | ------------------ | ------------------ | ------------------ | ------------------ | ---------------- | ------ | ----- | ----------------- |
| 2015 ‏ | المركز الثالث عشر ‏ | المركز التاسع ‏     | المركز الثالث عشر ‏ | المركز الثالث عشر ‏ | المركز الحادي عشر ‏ | المركز الحادي عشر ‏ | المركز الثالث عشر ‏ | المركز التاسع ‏   | 0      | 0     | المركز الثالث عشر |
| 2016 ‏ | المركز العاشر ‏     | 1المركز الرابع ‏    | المركز الخامس ‏     | المركز الثامن ‏     | المركز الحادي عشر ‏ | المركز التاسع ‏     | المركز الثامن ‏     | الولايات المتحدة | 14.25  | 0     | المركز الحادي عشر |
| 2017 ‏ | المركز الثاني ‏     | المركز الحادي عشر ‏ | المركز العاشر ‏     | المركز التاسع ‏     | المركز الخامس ‏     | البرتغال           | المركز الرابع ‏     | المركز الثالث ‏   | 56     | 0     | المركز الثامن     |
| 2018 ‏ | المركز الحادي عشر  | المركز السادس      | المركز السابع      | المركز الثالث عشر  | روسيا              | النمسا             | الولايات المتحدة   | الولايات المتحدة | 9*     | 0*    | المركز التاسع*    |

## وصلات خارجية
- www.juanvelarde26.es